# Cua bay Việt Nam
Cua bay Việt Nam (danh pháp hai phần: Cheirotonus battareli) là một loài bọ cánh cứng trong họ Euchiridae.